# Nicolai Basse
Nicolai Basse (født før 1738 og død efter 1742) var en dansk bygmester og arkitekt i rokokotiden. 
Basse var sandsynligvis virksom som murermester i København og Helsingør. Han fik i 1738 overdraget tilsynet med opførelsen af den af Philip de Lange projekterede Hovedmagasinbygning på Gammelholm og kaldtes da udtrykkelig "bygmester". Han opførte 1740 Øresunds Toldkammer i Helsingør (nedrevet 1857) efter egne tegninger (gengivet i Den Danske Vitruvius), og dette værk godtgør, at Basse var en habil og ganske velskolet arkitekt – ikke mindst, eftersom han vandt over Nicolai Eigtved og Philip de Lange, der begge havde givet forslag til toldkammeret. Sandsynligvis kan et og andet rokokohus i Helsingør tillægges ham.